# 郭长才
郭长才（1933年4月—2013年1月8日），男，山东历城人，中华人民共和国政治人物，曾任山东省人民政府副省长，山东省人大常委会副主任，第七届全国人大代表。